# Saint-Gilles-Pligeaux
Saint-Gilles-Pligeaux település Franciaországban, Côtes-d’Armor megyében. Lakosainak száma 304 fő (2022. január 1.). Saint-Gilles-Pligeaux Canihuel, Kerpert, Saint-Connan és Le Vieux-Bourg községekkel határos.

## Népesség
A település népessége az elmúlt években az alábbi módon változott:
| Lakosok száma | 593  | 398  | 352  | 301  | 277  | 284  | 295  | 305  | 304  | 304  |
|               | 1968 | 1982 | 1990 | 2006 | 2013 | 2015 | 2017 | 2019 | 2020 | 2022 |